# キル・ビル

キル・ビルのロゴ

「キル・ビル」（Kill Bill）は、クエンティン・タランティーノによる、アメリカの二部作映画。監督・脚本をタランティーノが務め、ユマ・サーマンが、自分と生まれてくる子供を殺そうとした暗殺者チーム（ルーシー・リュー、マイケル・マドセン、ダリル・ハンナ、ヴィヴィカ・フォックス）とそのリーダーであるビル（デビッド・キャラダイン）に復讐を誓う花嫁を演じている。
1作目『キル・ビル Vol.1』は、2003年10月10日に米国で、10月25日に日本で公開され、2作目『キル・ビル Vol.2』は、2004年4月16日に米国で、4月24日に日本で公開された。

## キル・ビル Vol.1
『キル・ビル Vol.1』（Kill Bill: Volume 1）は、2003年のアメリカの格闘技映画。「キル・ビル」二部作の最初の作品であり、1回での公開を予定していたが、上映時間が4時間を超える本作を2回に分けて公開した。

### あらすじ（Vol.1）
妊娠を機に殺し屋稼業から足を洗ったザ・ブライドは結婚式のリハーサルの最中、属していた組織のボスであるビルとその配下である4人の殺し屋から襲撃を受ける。婚約者である夫と参列者たちが殺され、妊娠していた彼女も凄惨なリンチにより、4年間の昏睡状態に陥るほどの重傷を負わされ、胎内の子を奪われる。昏睡から目覚めたザ・ブライドは、ビルと4人の殺し屋への復讐に向けて動き始める。

### 撮影
- 千葉真一が女優たちに剣術を指導した[2]。ブライドとの一騎討ちの際、オーレン石井が履物を脱ぐのは千葉のアイデアである。
- 来日した際にTHE 5.6.7.8'Sの生演奏を偶然見たタランティーノは、本作で演奏舞台を作り、そこで生演奏をさせた。
- タランティーノは、三池崇史監督の『殺し屋1』を見て、田中親分役に國村隼、弁田親分役に菅田俊、青葉屋の女主人役に風祭ゆきを決めた。
- ユマ・サーマンやルーシー・リューは片言の日本語を話している。特にリューの「ヤッチマイナァ!」は人気であった。殺陣の演出をしたのは島口哲朗である[注釈 1]。
- 登場人物の過去をアニメーションで描いている。アニメパート監督は中澤一登、製作総指揮は石川光久、製作担当はProduction I.G。プロダクションI.GはDigital Contents of the Year ‘03／第9回AMDアワードでBestVisualDesigner賞受賞。
- 劇中に出てくる「Pussy Wagon」はタランティーノの私物である。タランティーノが最初にユマ・サーマンに観せた映画はジョン・ウーの『狼/男たちの挽歌・最終章』である。
- 本作撮影でユマ・サーマンは自ら車の運転をするよう指示された。サーマンはスタントにお願いして欲しいと訴えたがタランティーノ監督は聞き入れず、結果事故を起こしてサーマンは負傷した[3]。
- 服部半蔵のシーンに、リリイ・シュシュの「回復する傷」（アルバム『呼吸』収録）が劇中歌として使用された[4]。これは監督であるクエンティン・タランティーノが歌声に惚れ込んだことにより起用が実現したものである[要出典]。

### オマージュ（Vol.1）
『キル・ビル Vol.1』は日本映画・香港映画・台湾映画への下記のオマージュが盛り込まれている。
- ブライドがヴァニータを倒したあとの千葉真一のナレーションは1978年のテレビドラマ『柳生一族の陰謀』でのオープニング。
- 「オーレン石井」の名は、タランティーノの好きな日本人映画監督が石井輝男・石井聰亙・石井隆・石井克人と苗字が石井ばかりなのと、くの一・お蓮から。
- 「ハゲじゃない、剃ってるだけ」は、大葉健二が劇場映画版『コータローまかりとおる!』で演じた天光寺輝彦のセリフに因んでいる。
- 東京に向かうブライドの乗る旅客機が夕焼けに染まる空を飛ぶシーンは東京・調布の日活スタジオで撮影されたが、これは『吸血鬼ゴケミドロ』からの引用[5]。
- GOGO夕張の名は、タランティーノが参加し楽しんだという夕張映画祭と、『マッハGoGoGo』からとられた。キャラクターは『BLOOD THE LAST VAMPIRE』の主人公にインスパイアされて作った。
- タランティーノが『BLOOD THE LAST VAMPIRE』や『GHOST IN THE SHELL / 攻殻機動隊』の大ファンだったことからこの2作品を手がけたプロダクション・アイジーに直談判のため、東京・国分寺にある同社を自らアポなしで訪れてアニメパートの制作を依頼した。
- 『修羅雪姫』（梶芽衣子版）を彷彿させるシーンが多く[5]、梶が歌う「修羅の花」が挿入歌、「怨み節」がエンディングソングに起用されている。ただし後者は「修羅雪姫」ではなく、同じく梶主演の映画「女囚さそりシリーズ」の主題歌である。タランティーノは梶本人に会いたかったようだが、そのことが梶に伝わらず、「会えないから歌だけでも使わせてくれ」ということになったという（梶談）[6]。この2曲はサウンドトラックアルバムにも収録され、梶に印税が支払われている[7]。後に『修羅雪姫』の原作者である小池一夫が「『キル・ビル』の原作は『修羅雪姫』である」として映画会社に版権料の支払いを要求したところ、要求が認められ小池に版権料が支払われたという[8]。
- オープニングでファンファーレとともに現れるSBのロゴマークは、タランティーノのお気に入りである香港の映画会社ショウ・ブラザーズ社のものである。
- GOGO夕張の使う武器は、ジミー・ウォング（王羽）主演の『片腕カンフー対空とぶギロチン』に登場する「血滴子（英名：Flying Guillotine）」のオマージュ[5]。また同映画のオープニングテーマ「NEU!」の曲も劇中で使用されている。
- ショウ・ブラザーズ社の代表的カルトカンフー映画『五毒拳』は、猛毒を持つ動物の名を冠した武術を使う五人の拳士が主人公である。本作ではこの設定から毒蛇暗殺団が生まれ、また作品中のサウンドエフェクトにも『五毒拳』からの流用が見られる。ブライドとヴァニータのナイフバトルの元ネタはカンフー映画『ヴェンジェンス 報仇』、ブライドの床上回転斬りは『新片腕必殺剣』が元ネタである。
- ブライドが着用する黄色いトラックスーツはブルース・リー（『死亡遊戯で着用』）へのオマージュである[5]。クレイジー88が着用している黒いマスクも、『グリーン・ホーネット』において着用していたものと同じである。
- 殺陣の場面での手足が飛び血が吹き出す描写は『子連れ狼 三途の川の乳母車』をオマージュしている[5]。

### 公開（Vol.1）
2003年10月10日アメリカ公開。日本公開は10月25日。「欧米公開版」では残酷なシーンをカットし全年齢指定となっている。「日本公開版」は残酷描写があり、R-15指定となっている。日本公開版のオープニングには「この映画を偉大なる監督、深作欣二に捧ぐ」という英語のテロップが流れ、エンドロール中には深作と勝新太郎の名がある。日本以外の上映では「『復讐は冷やして食べるのが美味い』古いクリンゴンの諺より～」という英語のテロップが流れた。

## キル・ビル Vol.2
『キル・ビル Vol.2』（Kill Bill: Volume 2）2004年のアメリカの格闘技映画。「キル・ビル」二部作の2作目である。

### あらすじ（Vol.2）
オーレン・イシイとヴァニータ・グリーンに復讐を果たしたザ・ブライドは、結婚式を襲撃した実行犯の残る2人、ビルの弟で現在は酒場の用心棒として働いているバドと、ビルの現在の愛人であるエル・ドライヴァー、そして結婚式襲撃の首謀者であるビルに復讐するため、まず手始めにバドが住んでいるテキサスへと向かう。

### オマージュ（Vol.2）
- パイ・メイは、ショウ・ブラザーズ社の映画シリーズでロー・リェ（英語版）（羅烈）が演じた「白眉道人」へのオマージュ。当初パイ・メイはタランティーノ自身が演じる予定だった。『Vol.2』では前作では語られなかったシーンなどがある。エンディングの後に数秒のNGシーンが収録。
- 服部半蔵は戦国時代 (日本)から安土桃山時代に、パイ・メイは、明末から清初にそれぞれ実在した人物である。
- パイ・メイ修行編のほとんどが、ショウ・ブラザーズ社製カンフー映画へのオマージュである。
- 墓場に生き埋めにされたブライドが脱出を遂げる場面は、ゾンビ映画の構図を用いている。
- ブライドとエルのトレーラー内での対決は、『ジャッカス』へのオマージュである。
- エル・ドライバーは、『ゼイ・コール・ハー・ワン・アイ〜血まみれの天使〜』に登場していた片目の復讐者フリッガのオマージュである。
- ビルが長い竹笛を吹くシーンは、『サイレント・フルート』からの引用である。
- エンディングソングは、一作目と同じく梶芽衣子の「怨み節」である。

### 公開（Vol.2）
『キル・ビル Vol.2』（Kill Bill: Vol.2、邦題：『キル・ビル Vol.2 ザ・ラブ・ストーリー』） は2004年4月16日アメリカ公開。日本公開は4月24日。『Vol.2』は年齢制限がない。

## 登場人物・キャスト
ベアトリクス・キドー / ザ・ブライド / ブラック・マンバ
演：ユマ・サーマン、日本語吹替：唐沢潤
本作の主人公。ビルとその部下らに対し復讐に燃える女性。本名が分かるのは『Vol.2』から。コッパーヘッドとの立ち回りや、オーレン石井と対峙した時には本名が語られている。冒頭でビルが彼女と対話する際に姓を呼び、空港での航空券にはフルネームが明記されている。
ビル / スネークチャーマー
演：デビッド・キャラダイン、日本語吹替：家弓家正
世界最強の暗殺集団DiVASを従え、殺し屋界の頂点に君臨する男性。長身白髪の紳士。ブライドの結婚式場を部下に襲撃させた張本人。ブライドの元恋人兼師匠であり、彼女との間に娘がいる。エルとも恋人関係。ブライドとの決戦において全てを彼女に話した後、五点掌爆心拳によって死亡する。もともと金髪女性が好みである。
エル・ドライバー / カリフォルニア・マウンテン・スネーク
演：ダリル・ハンナ、日本語吹替：富本牧子
元CIA所属の工作員→DiVASの女殺し屋。金髪碧眼。毒殺とだまし討ちが得意。性格は極めて残虐非道で打算的。ブライドとは自他共に認める犬猿の仲。かつて、修行中にパイ・メイに暴言を吐いたことで右目をくり抜かれ、後に彼を毒殺している。服部半蔵の刀をバドと取引するとき、蛇を仕込んで毒殺した。ブライドとの勝負の末、残った左目もくり抜かれて狂乱するが、その後の生死については描かれていない。後述の続編の項目を参照のこと。
バド / サイドワインダー
演：マイケル・マドセン、日本語吹替：立木文彦
ビルの弟で、DiVAS唯一の男性メンバー。刀の使い手で、ビルから服部半蔵の刀を貰うほどの実力者。ブライドの一件以降兄と袂を分かち、酒に溺れる。酒場の用心棒に身をやつすがクビにされる。トレーラーハウスに居住していながら、愛車はデ・トマソ・マングスタ。復讐に来たブライドを散弾銃から放った岩塩で昏倒させ返り討ちにし、生き埋めにした。ブライドから奪った服部半蔵の刀をエルに100万ドルで売り渡そうとし、その取引の際にエルの仕込んだ毒蛇に噛まれた。

### Vol.1
オーレン・イシイ / コットンマウス
演：ルーシー・リュー、日本語吹替：小山茉美 / nona（英語部分）
父親が東京の在日米軍基地生まれの中国系アメリカ人、母親が日本人のハーフ。両親を殺した闇組織へ復讐するために殺し屋となった。日本刀の使い手で、狙撃も得意。ブライドが昏睡状態に陥った後、ビルの協力により東京を仕切るヤクザの親分に出世した。ヤクザたちの間では、彼女の祖先や出身国、国籍に関して口にすることは禁句。日本語があまり上手ではない。雪の庭園においてのブライドとの一騎討ちの末に、彼女の刀を服部半蔵の刀と悟り壮絶な最期をとげた。
ヴァニータ・グリーン / コッパーヘッド / ジーニー・ベル
演：ヴィヴィカ・A・フォックス、日本語吹替：高乃麗
DiVAS最強のナイフの使い手であり、黒人の女殺し屋。ブライド昏睡後に殺し屋稼業を辞め、医者と結婚、娘・ニッキーを生む。復讐のため家に来たブライドと交戦、不意をついた攻撃をかわされ、ブライドの投げたナイフが胸に刺さり、死亡する。
服部半蔵（はっとり はんぞう）
演：千葉真一、日本語吹替：同左
『影の軍団』シリーズの主人公で、伝説の殺し屋・刀鍛冶。服部半蔵としては100代目にあたる。彼の打った刀は高い実力を持つ殺し屋でなければ授かれない。現在は引退、マズい寿司屋を沖縄で経営しており、一部英語でブライドと会話している（店の名は「すしや」）。ブライドの依頼で彼女のために刀を打つ。台湾公開版では、名前が「八取大師」。
ゴーゴー夕張
演：栗山千明
オーレン石井の女ボディガード。本名は不明。性格は冷酷で好戦的であり、長い鎖のついた棘付の鉄球「ゴーゴーボール」を武器として自由自在に扱う。高校生ながら日本酒を一升瓶でラッパ飲みし、車の運転もする。ブライド相手に有利に戦いを進め、あと一歩まで迫ったが形勢を逆転されてしまい、釘の突き出た椅子の破片で左足を刺された上に、その破片で頭を殴られ釘が頭に突き刺さり、血の涙を流しながら絶命。
タランティーノによると、彼女は双子の片割れであるとの事。
監督のタランティーノが『BLOOD THE LAST VAMPIRE』の主人公、小夜にインスパイアされて作った。
ジョニー・モー
演：ゴードン・ラウ
オーレン石井の部下のアジア系の男。オーレン直属の殺人集団・クレイジー88の指揮官で、仕込み刀を使用する二刀流を駆使する。構成員の中ではかなりの実力者でブライド相手に互角に戦うも、足を切断され敗北。
ソフィ・ファタール
演：ジュリー・ドレフュス、日本語吹替：坪井木の実
オーレン石井率いるヤクザ組織のNo.2。オーレンの親友かつ通訳係兼弁護士。日本語と英語を話せる、フランス人と日本人のハーフ。携帯電話で話している時が多く、着信音は「オールド・ラング・サイン」。ブライドの結婚式襲撃の際にも同行した。作中では紺のZ32型フェアレディZ（初期型）に乗っていることが多い。ブライドにまず青葉屋で左腕全てを切断され、オーレンを討った後に右腕の一部を切断される拷問を受けて、組織の内部秘密を喋り、結果的にビルを裏切る。
アール・マクグロウ
演：マイケル・パークス、日本語吹替：納谷悟朗
ブライドが襲撃された後、教会へやって来た老保安官。ブライドがまだ生きていることを知り、病院へ運ぶよう部下に命令する。
元はタランティーノ脚本、ロバート・ロドリゲス監督の映画『フロム・ダスク・ティル・ドーン』のキャラクターで、タランティーノの監督次回作『デス・プルーフ in グラインドハウス』やロバート・ロドリゲス監督の『プラネット・テラー in グラインドハウス』にも登場する。
半蔵の弟子
演：大葉健二、日本語吹替：斎藤志郎
服部半蔵のまずい寿司屋で、お茶くみばかりさせられているスキンヘッドの男。半蔵が刀を打つときは助手として付き従っている。寿司屋での千葉真一とのやりとりは二人の完全なアドリブ。クレジットでは“Bald man（＝はげの男）”だが、名前は「シロー」。
ニッキー・ベル
演：アンブロージャ・ケリー（Ambrosia Kelley）、日本語吹替：吉田孝見
ヴァニータの娘。母親が元殺し屋だということは知らない。母親の最期を目撃してしまい、ブライドから「大人になった後、復讐しに来ていい」と告げられる。
田中親分演：國村隼
ヤクザの親分。オーレン石井が半分外国人の血を引いているとして杯を交わす際に反発、見せしめのためにオーレンに首を刎ねられる。なお、撮影に使われた首の人形は、のちに演者の國村自身が持ち帰り首供養した。
小澤親分、弁田親分、本田親分、小路親分
演：麿赤児（小澤親分）、菅田俊（弁田親分）、大門伍朗（本田親分）、北村一輝（小路親分）
組長会のメンバーたち。オーレンが組長会のトップとなることを受け容れ、ひとり異を唱えた田中親分に対して罵声を浴びせるが、その田中がオーレンに惨殺される姿を見て震え上がる。
クレイジー88
田中要次、真瀬樹里、高橋一生、島口哲朗、山中聡、北村一輝、クエンティン・タランティーノなど
オーレン石井配下の、猛者揃いの殺人集団。黒いカトー・マスクと黒のスーツ、黒ネクタイで服装は統一されている。乗り物は刀を差せる黒いバイク。武器は主に日本刀。青葉屋に乱入したブライドを総動員で迎え討つも、ブライドの凄まじい剣技の前に壊滅。
MIKI
演：島口哲朗
クレイジー88構成員で部下の中で唯一名前が語られている。オーレンに命じられ、一人先陣を切ってブライドと一騎討ちをするが、刀を折られて怯んだ隙に刺されて池に投げ込まれ敗北。
青葉屋の女主人演：風祭ゆき
東京の日本料理店の女主人。店にやってきたオーレン石井一行をサキチとともに、恭しく接待していたが、その最中に店に乱入してきたブライドと、クレイジー88との激戦で店を滅茶苦茶にされて、錯乱する。
サキチ演：佐藤佐吉
『青葉屋』の店員であるスキンヘッドの男。チャーリー・ブラウンに似ており、クレイジー88の面々にからかわれる。ブライド乱入の際に、オーレンに促され、店にいた他の客達と共に逃げていった。
- アニメパート / 子供時代のオーレン石井（声優）：前田愛
- アニメパート / 松本親分（声優）：楠見尚己
- アニメパート / プリティ・リキ（声優）：緑川光

### Vol.2
B・B演：パーラ・ヘイニー＝ジャーディン、日本語吹替：吉田孝見
ビルと共に屋敷に暮らしている少女。父親はビル、母親はブライド。
パイ・メイ（白眉）
演：ゴードン・ラウ、日本語吹替：樋浦勉
ブライド、ビル、エルの中国拳法の師匠。数百年生きている白蓮教の高僧にして、地上最強最悪の武道家。過去に少林寺の僧60人をたった一人で虐殺した。傲岸不遜な性格で、食事の行儀作法にうるさく、女とアメリカ人が嫌い。長いあご髭をなでる癖がある。ブライドに五点掌爆心拳を授けた。エルの恨みにより食事に毒を盛られる。
エステバン・ヴィハイオ
演：マイケル・パークス、日本語吹替：大木民夫
ビルの過去を知る唯一の男。大麻などの犯罪行為を行なっている。現在は風俗店経営者。
ラリー・ゴメス
演：ラリー・ビショップ（英語版）、日本語吹替：山路和弘
バドを雇っていた酒場の店主。自分の命令を聞かないバドをクビにする。ジャンキー。
カレン・キム
演：ヘレン・キム（Helen Kim Fitzpatrick）、日本語吹替：葛城ゆい
過去にブライドを殺しに来た殺し屋。ブライドが妊娠していることを伝えると、彼女を見逃した。
ルーファス
演：サミュエル・L・ジャクソン、日本語吹替：世古陽丸
ブライドの結婚式の打ち合わせの時に来ていたオルガン奏者。

## スタッフ
- 監督・脚本 ： クエンティン・タランティーノ
- 製作 ： クエンティン・タランティーノ、ローレンス・ベンダー
- 製作総指揮 ： ボブ・ワインスタイン、ハーヴェイ・ワインスタイン、エリカ・スタインバーグ（ドイツ語版）、イー・ベネット・ウォルシュ
- 撮影 ： ロバート・リチャードソン
- アニメーション監督 ： 中澤一登
- アニメーションキャラクターデザイン ： 石井克人、田島昭宇 、 大平晋也
- アニメーション美術 ： 西田稔
- 美術 ： 種田陽平、デヴィット・ワスコ（英語版）、ツァオ・ジュウピン（曹久平、Cao Jiuping）
- 編集 ： サリー・メンケ
- 武術指導 ： ユエン・ウーピン
- 剣術指導 ： 千葉真一
- 殺陣 ： 島口哲朗
- 音楽 : RZA、ロバート・ロドリゲス
- ミュージックスーパーバイザー : フランキー・パイン（Frankie Pine）
- 照明 : （日本篇のみ）中須岳士
- ロケーションマネジメント：森井輝

## 音楽
サウンドトラックアルバムは全世界で170万枚を売り上げた。

## 日本でのテレビ放送
表現の自主規制が強化される中、テレビ放送は不可能と思われたが、日本テレビが日本公開版を深夜のローカル枠『月曜映画』にて放送した。

## 続編
タランティーノの構想では、『Vol.2』から10年後の世界を描く『Vol.3』がある。『Vol.3』は、GOGO夕張の双子の片割れ、ヴァニータ・グリーンの娘ニッキ、暗殺集団のボス・盲目のエル・ドライバーの話になる（ダリル・ハンナ談）。